# Susu
Susu eller soso är en mande-talande folkgrupp i Guinea och de nordvästra delarna av Sierra Leone. De uppgick år 2000 till omkring 1,2 miljoner individer.
Susufolkets traditionella ekonomi baserades på jordbruk, boskapshållning och handel, och de bodde i tätbebyggda byar omgivna av kraftiga palissader. I dag är susu en av de viktigaste grupperna i kustområdet i Guinea. En stor del av dem är sunnimuslimer.

## Bildgalleri

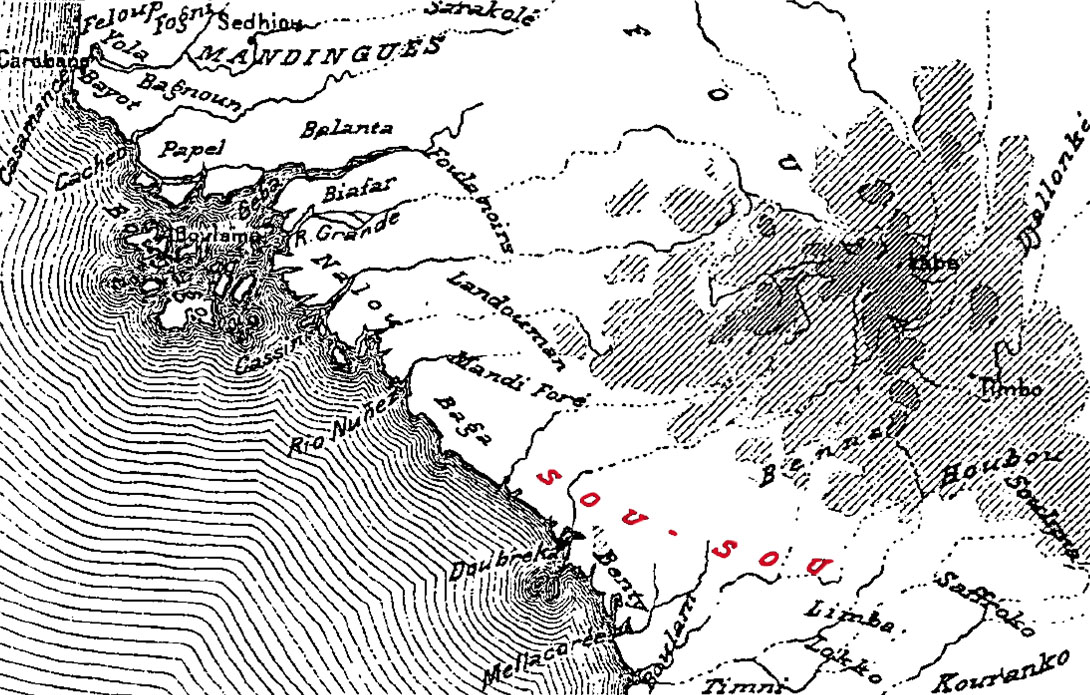
Susuområdet på kartan
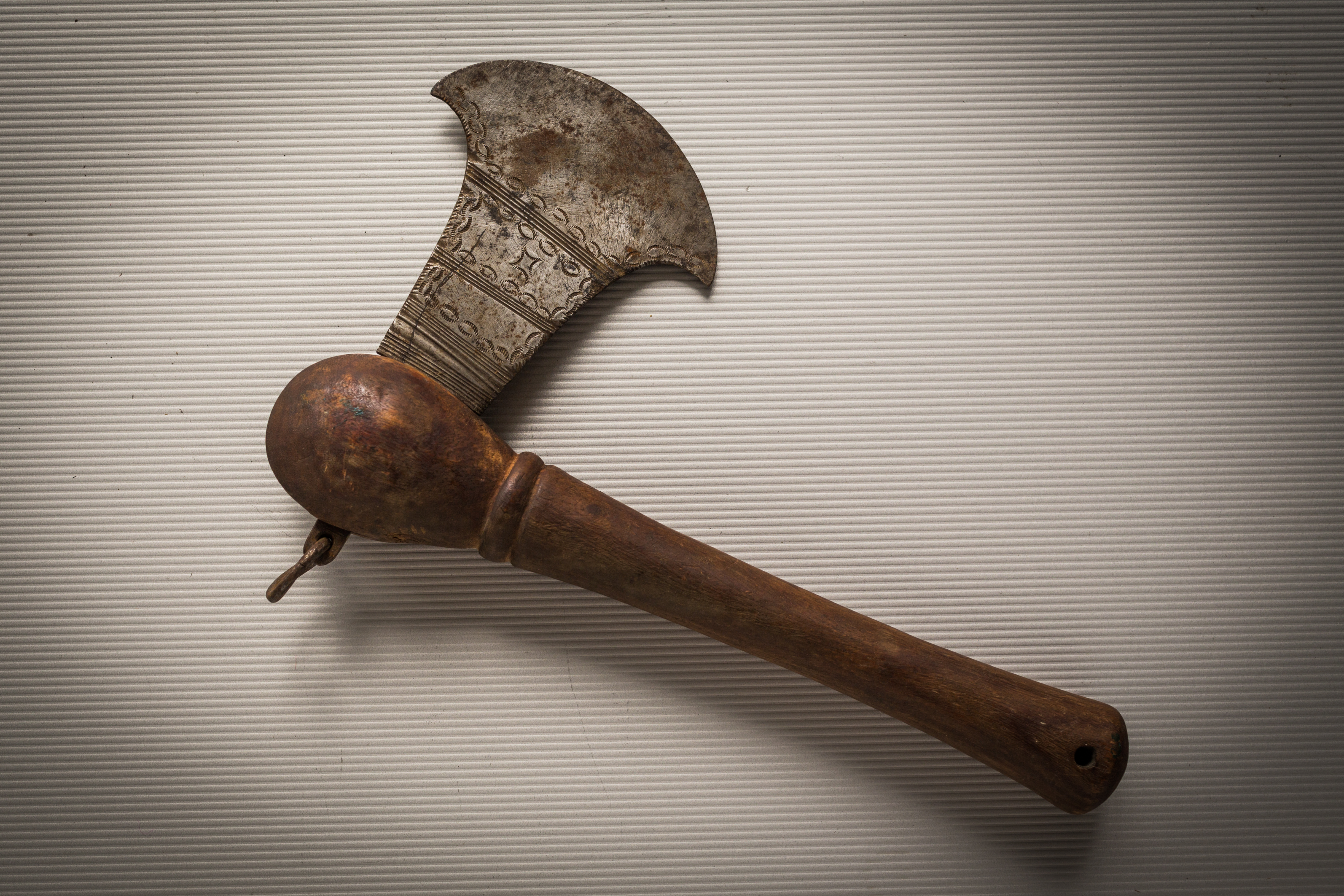
Yxa av järn och trä, tillverkat av susu